# Metatarsalgia Mortona
Metatarsalgia Mortona (łac. metatarsalgia Mortoni, ang. Morton's metatarsalgia, interdigital neuritis) – zespół bólowy, którego przyczyną jest ucisk przechodzących przez więzadło poprzeczne śródstopia nerwów podeszwowych unerwiających palce stopy. Po raz pierwszy ta jednostka chorobowa była zaobserwowana przez Filippo Civinini z miejscowości Pistoia we Włoszech w 1835 roku. Metatarsalgia najczęściej dotyczy palca III. Długo trwający ucisk powoduje otaczanie nerwu przez tkankę łączną włóknistą i powstanie tzw. nerwiaka Mortona. Objawem choroby jest ból odczuwany w okolicy palca, który nasila się w pozycji stojącej, podczas biegania oraz podczas noszenia butów na wysokich obcasach. W diagnostyce metatarsalgii stosuje się USG i rezonans magnetyczny. Chorobę leczy się zalecając noszenie odpowiedniego obuwia, wkładek do butów, podając miejscowo kortykosteroidy oraz stosując leczenie operacyjne.